# 巴雷里納
2°47′34″N 57°4′12″E / 2.79278°N 57.07000°E

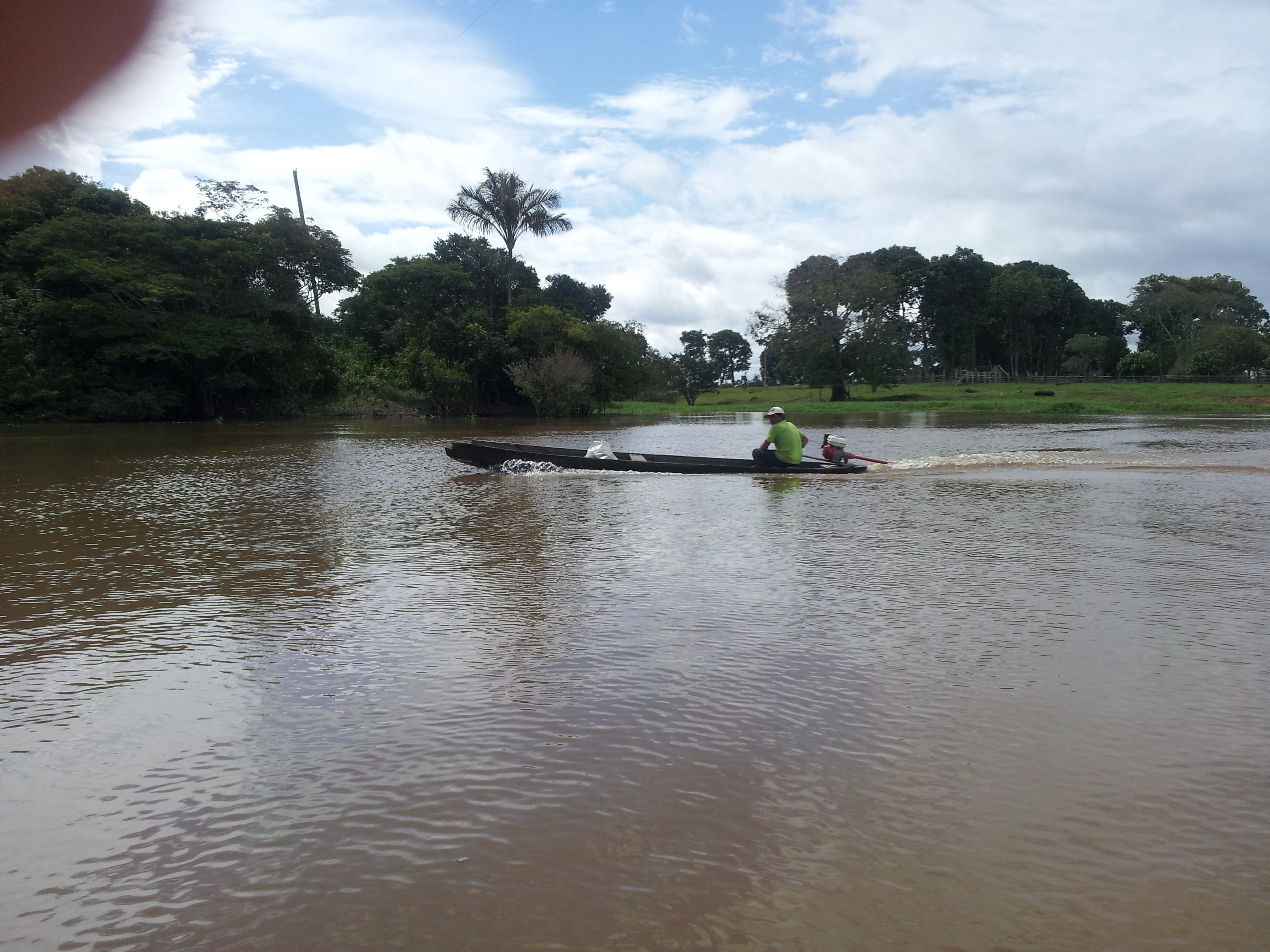
巴雷里納

巴雷里納（葡萄牙語：Barreirinha）是巴西的城鎮，位於該國北部，由亞馬遜州負責管轄，始建於1881年，面積5,751平方公里，2014年人口30,202，該城鎮人口密度每平方公里5.25人。